# Fernando Pacheco Flores
Fernando Pacheco Flores (n. 18 mai 1992, Badajoz, Spania) este un fotbalist spaniol care evoluează la clubul Deportivo Alavés în La Liga, pe postul de portar.

## Palmares

### Club
Real Madrid
- Supercupa Europei: 2014

### Națională
Spania U19
- Campionatul European Under-19: 2011